# Smile (песня Кэти Перри)
«Smile» — песня, записанная американской певицы Кэти Перри для её пятого одноимённого студийного альбома. Релиз песни состоялся 10 июля 2020 года, она стала четвёртым синглом в поддержку альбома.

## Предыстория и релиз
В начале февраля стало известно, что Кэти выпустит два трека, один под названием «Smile», а другой с инициалами NWW; позже был выпущен сингл «Never Worn White». В апреле, отвечая на вопросы фанатов из Facebook певица рассказала, что у неё есть много музыки, и что когда пандемия закончится, все мы будем «улыбаться», а скоре в сеть просочились отрывки песни. Предполагалось, что она станет лид-синглом с альбома, однако в мае Кэти заявила, что им станет «Daisies». В том же месяце в сети появилась полная версия песни, которая была записана совместно с американским рэпером Дидди. В июле в ASCAP была зарегистрирована песня под названием «Smile (I’m Grateful)».
Песня была вдохновлена собственным опытом Перри, это «ода воспоминаниям о радостях жизни». Говоря о ней, Кэти заявила: «я написала эту песню, когда переживала один из самых мрачных периодов своей жизни. Когда я слушаю его сейчас, она напоминает мне о том, через что я прошла. Это три минуты бодрящей надежды».
В песне был использован сэмпл из песни 1999 года «Jamboree» хип-хоп трио Naughty by Nature.
9 июля Кэти показала обложку своего нового пятого студийного альбома, который также получил название «Smile». В этот же день стало известно, что 10 июля будет открыт предзаказ альбома и станет доступна новая песня — «Smile». Финальная версия песни не содержит куплета от Дидди.

## Отзывы критиков
Песня получила положительные отзывы от музыкальных критиков, в частности от изданий Rolling Stone, Vulture, Entertainment Weekly, Hollywood Life

## Музыкальное видео
Перри выпустила performance-видео на песню «Smile» 14 июля 2020 года. На видео, одетая как клоун (в оранжевом блейзере в горошек и соответствующем синем джемпере с причудливыми деталями смокинга спереди), она выступает на фоне «множества гигантских клоунских рук, сидящих поверх комически большой клоунской обуви и многое другое. в ответ на комментарий поклонника в своем Instagram, интересующегося, в чем разница между performance-видео и музыкальным видео, Перри ответила: «просто это еще не все». Официальное же музыкальное видео «Smile» было выпущено 14 августа 2020 года, режиссёром выступил Мэтью Каллен.

## Список композиций
| №  | Название | Длительность |
| -- | -------- | ------------ |
| 1. | «Smile»  | 2:46         |

| №  | Название                        | Длительность |
| -- | ------------------------------- | ------------ |
| 1. | «Smile» (Giorgio Moroder Remix) | 3:07         |

| №  | Название                   | Длительность |
| -- | -------------------------- | ------------ |
| 1. | «Smile» (Joel Corry Remix) | 3:01         |

| №  | Название                            | Длительность |
| -- | ----------------------------------- | ------------ |
| 1. | «Smile» (Joel Corry Extended Remix) | 4:16         |

| №  | Название                   | Длительность |
| -- | -------------------------- | ------------ |
| 1. | «Smile» (Tough Love Remix) | 2:47         |

| №  | Название                           | Длительность |
| -- | ---------------------------------- | ------------ |
| 1. | «Smile» (Marshall Jefferson Remix) | 2:38         |

| №  | Название             | Длительность |
| -- | -------------------- | ------------ |
| 1. | «Smile» (M-22 Remix) | 3:00         |

## Чарты
| Чарт (2020)                                | Пиковая позиция |
| ------------------------------------------ | --------------- |
| Аргентина (Argentina Hot 100)              | 77              |
| Бельгия/Фландрия (Ultratip Bubbling Under) | 12              |
| Бельгия/Валлония (Ultratip Bubbling Under) | 29              |
| Канада (Billboard CHR/Top 40)              | 47              |
| Канада (Billboard Digital Song Sales)      | 23              |
| СНГ (TopHit)                               | 32              |
| Хорватия (HRT)                             | 15              |
| Чехия (Rádio — Top 100)                    | 57              |
| Гватемала (Monitor Latino Anglo)           | 9               |
| Япония (Billboard Japan Hot 100)           | 77              |
| Новая Зеландия (RMNZ Hot Singles)          | 10              |
| Панама (Monitor Latino Anglo)              | 15              |
| Парагвай (SGP)                             | 53              |
| Польша (Polish Airplay Top 100)            | 57              |
| Россия (TopHit)                            | 23              |
| Шотландия (OCC Scotland)                   | 22              |
| Словакия (Rádio — Top 100)                 | 32              |
| Великобритания (OCC UK Singles)            | 73              |
| США (Billboard Bubbling Under Hot 100)     | 21              |
| США (Billboard Adult Contemporary)         | 25              |
| США (Billboard Digital Song Sales)         | 28              |

| Чарт (2020)     | Пиковая позиция |
| --------------- | --------------- |
| Парагвай (SGP)  | 67              |
| Россия (Tophit) | 95              |

## История релиза
| Регион         | Дата         | Формат                      | Лейбл           | Прим.  |
| -------------- | ------------ | --------------------------- | --------------- | ------ |
| Мир            | 10 июля 2020 | Цифровая загрузка, стриминг | Capitol Records | [ 1 ]  |
| Австралия      | 10 июля 2020 | Contemporary hit radio      | EMI Records     | [ 43 ] |
| Великобритания | 18 июля 2020 | Adult contemporary          | Capitol Records | [ 44 ] |
| Италия         | 24 июля 2020 | Contemporary hit radio      | Universal       | [ 45 ] |
| Великобритания | 31 июля 2020 | Contemporary hit radio      | Capitol Records | [ 46 ] |